# Sphaerodactylus oxyrhinus
Sphaerodactylus oxyrhinus — вид геконоподібних ящірок родини Sphaerodactylidae. Ендемік Ямайки.

## Поширення і екологія
Sphaerodactylus oxyrhinus мешкають на південному заході Ямайки. Вони живуть в помірно вологих тропічних лісах, в заростях бромелієвих, як на землі, так і на деревах. Зустрічаються на висоті від 60 до 557 м над рівнем моря. Відкладають яйця.

## Збереження
МСОП класифікує цей вид як такий, що перебуває під загрозою зникнення. Sphaerodactylus oxyrhinus загрожує знищення природного середовища. 